# Executieoord Hechtel

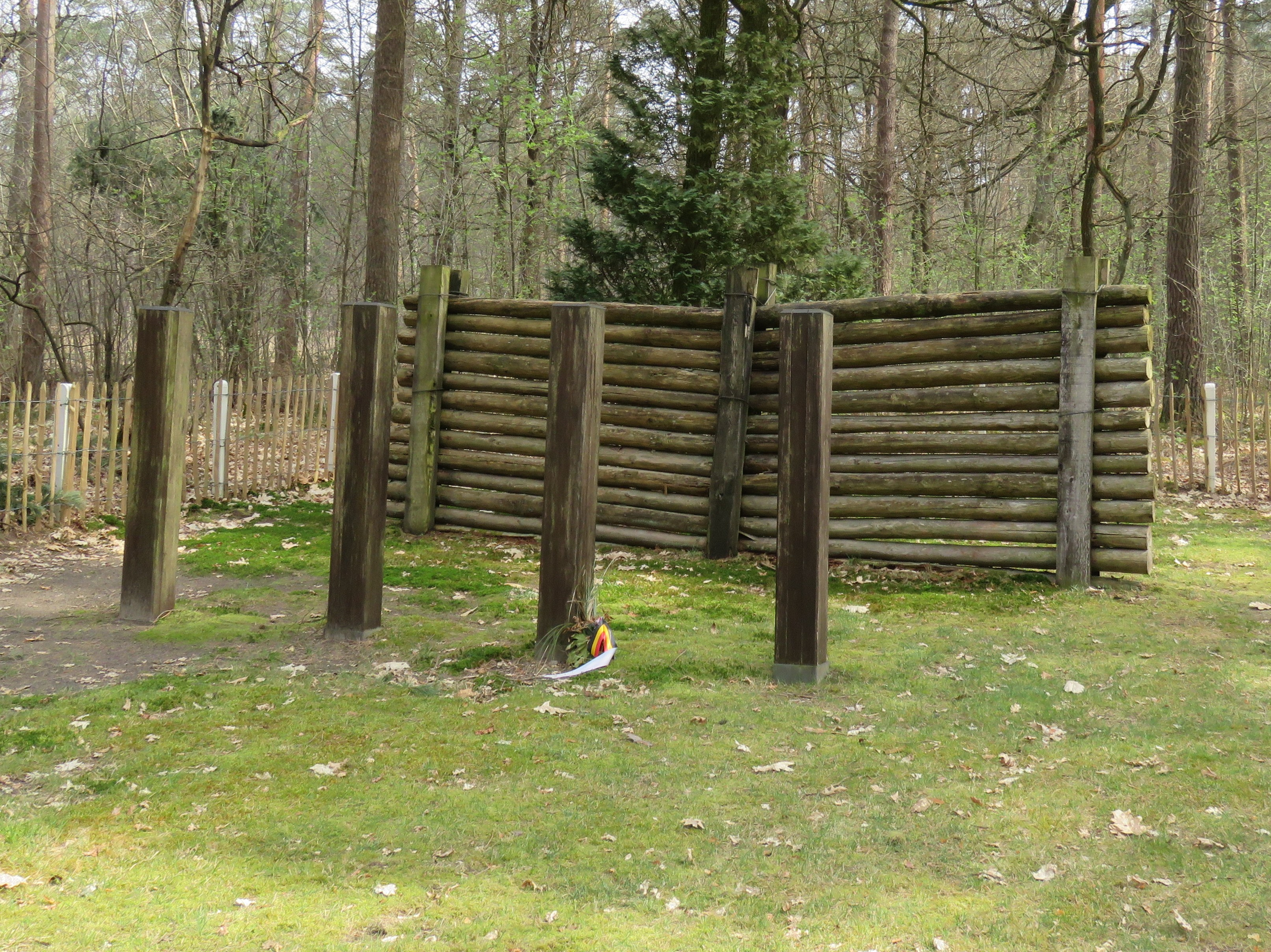
Executiepalen en Kogelvang

Het Executieoord Hechtel was tijdens de Tweede Wereldoorlog een geheime executie- en begraafplaats van de Duitse bezetter voor verzetslieden en andere gevangenen. Het ligt te Hechtel, ongeveer halfweg de weg Hechtel-Leopoldsburg, 1,5 km het Hechtelse gemeentebos in, dat onderdeel is van het militair oefenterrein van Leopoldsburg.
Begin 1942 besliste het Duitse opperbevel om er op de afgelegen plaats op het oefenterrein een geheime begraafplaats op te richten voor alle gevangenen, geëxecuteerd in België en om er ter plaatse terechtstellingen uit te voeren. Naar alle waarschijnlijkheid gebeurden de executies ’s morgens tussen 3 en 4 uur in het licht van de vrachtwagens, waarmee de gevangenen werden aangevoerd.
Op de executieplaats staan nog 4 executiepalen voor een kogelvang van opgestapelde boomstammen. Een stukje verder werden de slachtoffers begraven en kregen ze paaltje met een nummer.
Na de bevrijding in september 1944 vond men 204 graven, respectievelijk van 174 weerstanders, van wie de namen bekend zijn, twintig onbekenden, twee Britse R.A.F.-soldaten en acht zo door de Duitsers bestempelde "misdadigers van gemeen recht". 
In de periode 1945-1947 werden de lijken opgegraven en naar hun respectievelijke gemeenten overgebracht. Andere lichamen werden overgebracht naar het militaire kerkhof van Leopoldsburg of naar de Enclos des fusillés (Ereperk der gefusilleerden) op de Citadel in Luik.
Ter herinnering werd in 1950 een monument voor de Weerstand geplaatst op de executieplaats in Hechtel en werd de plaats "Duin der gefusilleerden" genoemd. Sinds 1984 staan bij het gedenkteken op de gewezen begraafplaats in Hechtel vier rijen met 174 kruisen.

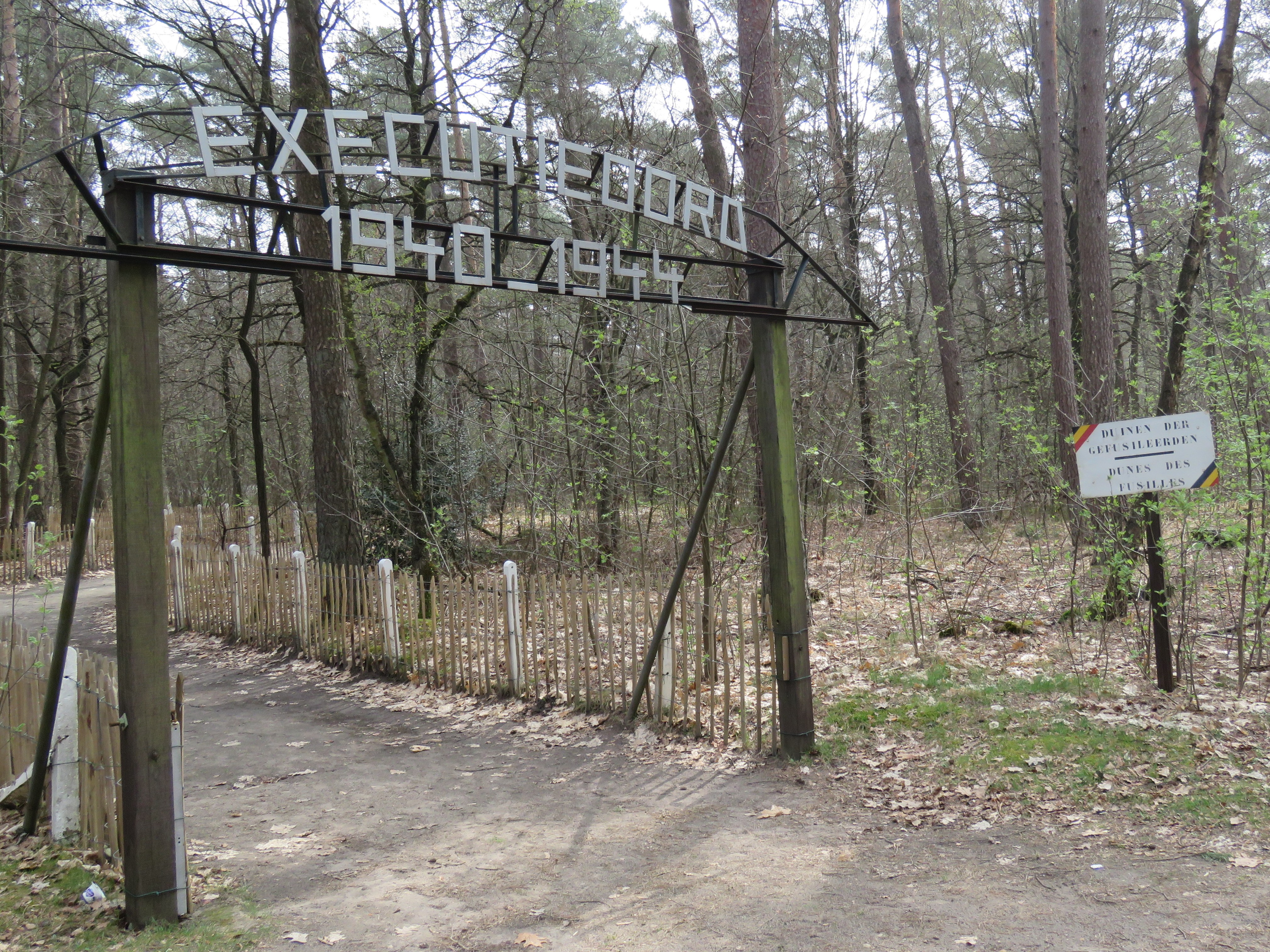
Ingang van Executieoord Hechtel
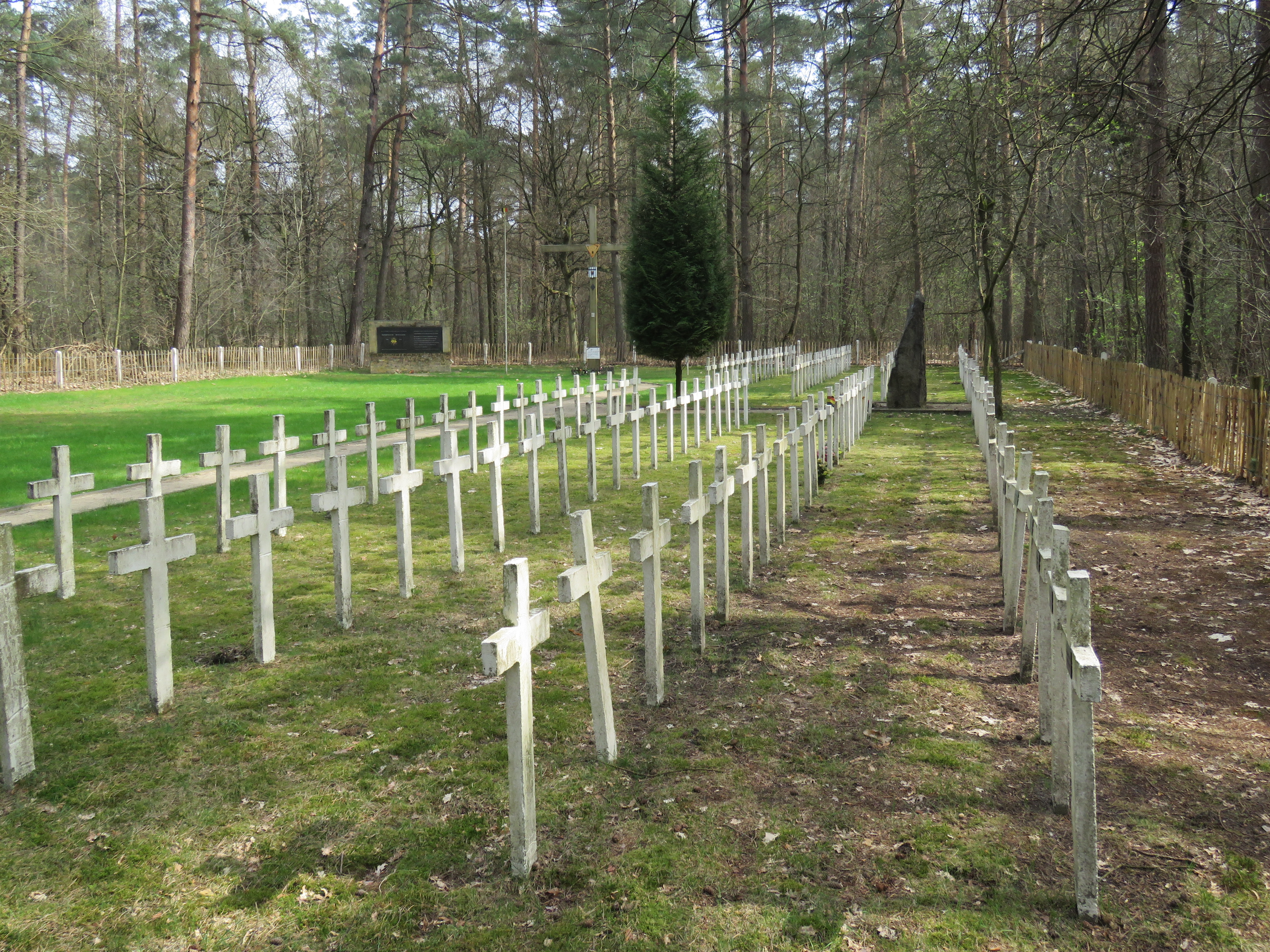
Geheim Kerkhof met Monument van de Weerstand
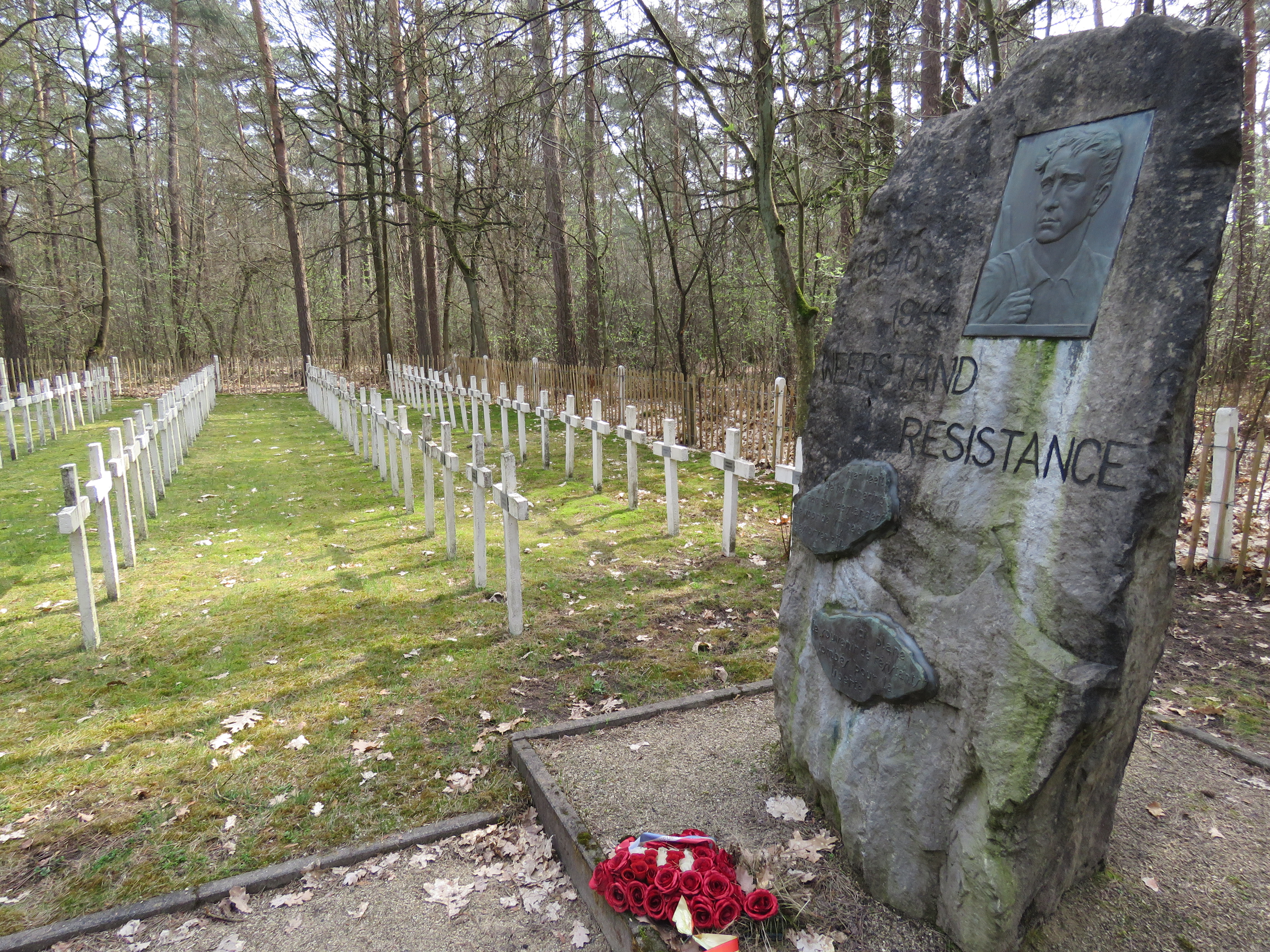
Monument van de Weerstand